# Blackout (productor)
Graham Damien Mondale también conocido como Blackout. Es un productor de hip-hop y rapero estadounidense de en Memphis, Tennessee. Se le conoce mayormente por sus álbumes sacados en la década de los 90s y 00s, muchos bajo su propio sello Snubnoze Muzik. Se le considera uno de los mejores productores salidos de Memphis por su estilo de producción única que se diferenciaba de otros en la escena underground que tenía la ciudad al igual que ser el autor de éxitos locales y nacionales siendo su producción más notable "Nobody Needs Nobody" junto con el rapero Playa Fly.

## Inicios y Carrera Musical
Nacido en los barrios de Binghamton al norte de Memphis con su hermano Terror, Blackout empezó siendo un pianista para su iglesia local a sugerencia de su madre donde aprendería las bases musicales que poco después le serían útiles para su carrera musical. Alrededor de 1993 al ver los muchos artistas locales que dejaban sus propios casetes mezclados y EPs en varias tiendas locales decidió empezar a realizar su propia música, empezando con su Solo Tape sacado el mismo año en bajas cantidades, poco después con ayuda de algunos de sus amigos formaron el grupo Assassin Style Killaz con el que hicieron otro casete simplemente llamado Underground Tape. Con la forma en la que realizaba su música rápidamente ganó notoriedad local el cual los artistas locales impresionados empezaron a colaborar con el. En 1995 sacaría varios álbumes y EPs considerados como clásicos de la cultura de Memphis Rap como Paranoid Funk (con Lil Noid), Robbery's My Specialty (con Lil Slim), Ashes From My Blunt (con Guice), Mayz Road Kartel (con el grupo de mismo nombre), Pimp 4 Ever (con el dúo Snubnoze), y finalmente del que se le considera su mejor trabajo Dreamworld el cual fue su segundo álbum en solo con la colaboración del grupo Playa Posse (formado por Lil Slim, Lil Coop y Lil E BBB en ese tiempo)

Fundación de Snubnoze Muzik (1996-1998)
Durante esta época fundaría su disquera Snubnoze Muzik con el nombre de Snubnoze Inc. y empezaría a trabajar en su siguiente álbum, al igual seguiría con sus colaboraciones con artistas de sus mismos barrios y alrededores como Lil G.A.I.N. con el álbum Big Time Playaz, Lil E BBB con Playa 4 Life, y también el exmiembro de Three 6 Mafia Playa Fly con el álbum Fly Sh_t donde grabaría su canción más conocida "Nobody Needs Nobody", curiosamente en una entrevista admitió que había cometido un pequeño error en la producción del cual se había dado cuenta ya después que el álbum fue sacado al mercado pero de alguna forma fue el único en que se dio cuenta del error. En el otoño de 1996 a colaboración de Street Smart Records, Blackout grabaría una canción para el álbum On The Run para Tommy Wright III llamada "Psycho Soundz" con varios miembros del grupo Playa Posse, al igual de grabar en los mismos estudios en un solo día el EP Bigga And Betta Thangs el cual sería el segundo casete del grupo Playa Posse, esta vez con los nuevos miembros (Big O, Lil Nut, Wako y Terror). El mismo día lanzaría a especial de Halloween el primer álbum de su hermano Terror llamado It's Whateva que al igual que las producciones pasadas tenían colaboraciones del mismo grupo Playa Posse e incluso Gangsta Blac de Three 6 Mafia. En 1997 sacaría su primer lanzamiento musical nacional con el dúo Snubnoze conformado por sus primos Guice y Eli (el cual también ayudarían con la creación oficial de Snubnoze Muzik) llamado Off Safety, y otro EP ahora con el artista Mongotti en colaboración de Doc Holiday, Playa Posse, y Zed, denominado por muchos simplemente como Solo Tape, Underground Tape, y conocido localmente con el nombre de Hate Me, a pesar de que no fue un lanzamiento nacional fue elogiado por la gente de Memphis.
En 1998 al tener su tercer álbum casi completado sacaría su último lanzamiento underground Best Of Da Underground 94-97 el cual servía como compilación de sus mejores canciones de varios casetes de 1994 a 1997, al igual que como promoción para el su álbum Under The Influence para Halloween del mismo año (se dice que también saco un álbum especial de color azul el cual fue extremadamente limitado a tiendas de discos antes del lanzamiento oficial). Durante ese tiempo también colaboraría con los artistas Gangsta Blac para el álbum I Am Da Gangsta, y Playa Fly con Movin' On.

Under The Influence
El 31 de octubre de 1998 lanzaría Under The Influence donde se escucharía un nuevo estilo de producción que venia formando de años anteriores y mezclo especialmente para este álbum. Se le considera su primer álbum en solo lanzado nacionalmente en la disquera Snubnoze Muzik. Este álbum tenía la colaboración de artistas como Lil Slim (ahora bajo su propio nombre Dwight Payne), Big O (bajo el nombre de Swishaface), Playa Fly, Lil Nut (como P-Nut), Gangsta Blac, Guice, Eli, Hav Oz., Terror, Mack J, el recién fallecido Kalifornia el cual grabó su voz en el año de 1997 antes de ser asesinado poco tiempo después, y finalmente Blackout dando su voz. El álbum también fue sacado en CD y casete, este último tuvo como bonus dos canciones que no se encantaban en el CD.

Nueva era y cuarto álbum (1999-2001)
Luego del éxito de su primer álbum, para 1999 siguió trabajando con Playa Fly ahora con el álbum Da Game Owe Me, este ahora con ayuda de él productor local Mista I.B.N. el cual había manejado otros álbumes del mismo artista poco después de que se separó de Three 6 Mafia. En el mismo año con Gangsta Blac, trabajaría para el nuevo álbum 74 Minutes Of Bump, junto con los productores Mr. Mitch, Sunny Mac, Duke, Big Trey, y Alan Hayes. Todo esto en Super Sigg Records. Este fue un éxito en el sur de los Estados Unidos y aun se le considera un clásico de su tiempo. También ayudo en la producción de álbumes como Makin' Plenty Power Moves (con el group Grenade Posse), Crooks 'N Our Way (con Crooksters).
En el año 2000, grabado en Blackhaven Studio y lanzado en la misma Snubnoze Muzik, sacaría al mercado su siguiente álbum Under The Influence Take 2, teniendo el regreso de muchos artistas ya vistos en su álbum pasado y muchos nuevos como Bigg Baby, Rocko y Keeno. Este tendría como primer sencillo en la carrera de Blackout, "Club Friendly" con el artista Playa Fly que terminó siendo elogiado tanto en Memphis como en el sur de Estados Unidos. Durante este tiempo Blackout prepararía un nuevo álbum, esta vez para Terror.
En el 2001 colaboraría con otra legenda de Memphis, Skinny Pimp para la canción "Murder" del cual saldría en el álbum Da Product. También volvería con Gangsta Blac para el álbum Down South Flava junto con D.J. Jus Borne, D.J. Squeeky, C.J. y Street Flava, esta vez con Koch Records. En el mismo año finalmente lanzaría el primer álbum en la disquera Snubnoze Muzik de Terror con el nombre T.E.R.R.O.R., este fue un éxito nacional del cual hasta la actualidad hay varios raperos que citan este lanzamiento como inspiración a su carrera musical.

Quinto álbum y mas producciones (2003-2005)
En 2003 lanzaría dos álbumes bajo su sello, Make'em Pay el cual sería su quinto álbum en solitario, y Digital Gravel con la colaboración del dúo Snubnoze. También ayudaría en la producción del álbum Ruthless 4 Life (con el grupo Ruthless).

Still Whateva y remasterizaciones (2006-actualidad)
Blackout regresaría con la producción en el 2006 con Terror con el álbum Still Whateva, poco después en 2008 lanzaría un mixtape de este mismo y al mismo tiempo empezaría a trabajar en remasterizar su música de los 90s empezando con Dreamworld y It's Whateva el cual lanzaría en página de MySpace de manera gratuita. Luego con Robbery's My Specialty el cual incluía 3 canciones grabadas en ese mismo año por Blackout y Lil Slim.

En la actualidad sigue trabajando en su sello (ahora SnubnozeMuzik) con artistas locales de Memphis, también sigue trabajando en relanzar su trabajo de los 90s en su tienda oficial con CD-Rs blackoutmuzik.com. En 2022 saco en colaboración Trill Hill Tapes saco un EP inédito de canciones hechas durante la creación de Dreamworld con el nombre Othaside.

## Grupos
Assassin Style Killaz
Fue el primer grupo fundado por Blackout en 1993, se desconoce quiénes exactamente estaban en el grupo y cuánta música se grabó con este nombre pero se dice que estuvo activo hasta 1996.
Playa Posse
Segundo grupo fundado por Blackout junto con Lil Slim, Lil E, y Lil Coop en 1993. Se sabe que grabaron un demo en 1993 y un EP en 1996, pero también se les podía escuchar en varias otras producciones de Blackout. La lista definitiva de los miembros era: Blackout, Lil Slim (Dwight Payne), Lil Steel (Big O/Swishaface), Lil Coop, Lil E BBB (Playa Eric/Playa E), Lil Nut (P-Nut), Terror, Lil Wako (Wako), Bigg Baby. Se desconoce si este grupo sigue en activo ya que Bigg Baby, Lil Slim y Wako están fallecidos y se desconoce el paradero de la mayoría del resto de integrantes.
Mayz Road Kartel
Considerado el sucesor de Assassin Style Killaz, tercer grupo fundado por Blackout, formado por Guice, Eli, Hav Oz., Tre-8, Lil Coop y Blackout. Solo tuvieron el lanzamiento Self-Titled en 1995. Fue después reemplazado con el nombre Snubnoze y fue conformado solamente por Guice, Hav Oz., y Eli para el lanzamiento de Off Safety.

## Equipo de Producción y Estilo
Blackout para producir su música utilizaba una caja de ritmos Boss DR-660, un sampler Gemini, y más notablemente un piano Korg X3 con el cual realizó sus primeros proyectos. Este estilo fue el que más lo caracterizó de los demás productores además de su forma de organizar sus instrumentales, samples, y hooks, del cual muy pocos podían lograr con el equipo que se usaba. Este estilo hizo que se ganara el nombre Psycho Sounds.
Entre 1996 y 1998 cambió su estilo a uno más relajado del cual era más reflejado en sus producciones profesionales como Fly Sh_t,  Under The Influence, y 74 Minutes Of Bump.

## Discografía[1]
Se desconoce exactamente cuantos álbumes y EPs grabó y produjo Blackout debido a la poca información que se tiene del artista y del género de Memphis Rap en general, no obstante mucha de su música se ha podido encontrar gracias a casetes lanzados no-oficialmente como bootlegs y conversiones de casete a mp3 de los aficionados. La forma que Blackout primero lanzó su música consistió en casetes con etiquetas blancas que tenían su nombre y el de la música. En 1995 paso a casetes más profesionales de los cuales tenían el nombre del artista y del álbum impreso con tinta sobre el casete, a pesar de que solo se vendían localmente destacaban por la forma que se hicieron y el arte que tenían las portadas que eran hechos a mano por el primo de Blackout, Guice. Apartar de 1998 todos sus lanzamientos fueron mayormente en CDs dejando atrás los casetes.

"Underground Tapes" (como artista):
-Solo Tape [1993]
-Dreamworld (con Playa Posse) [1995]
-Best Of Da Underground 94-97 (con Playa Posse y J-Rock) [1998]
-Othaside (con Playa Posse) [2022]

Álbumes (como artista)
-Under The Influence [1998]
-Under The Influence Take 2 [2000]
-Make'em Pay [2003]

Sencillos (como artista):
-Club Friendly (con Playa Fly) [2000]

"Underground Tapes" (como productor):
-Assassin Style Killaz - Underground Tape [1993]
-Playa Posse - Underground Tape [1993]
-Snubnoze - Nightmare Niggaz [1994]
-611 Lester Street - Underground Madness [Volume 1] [1995]
-Lil Noid - Paranoid Funk (con Lil Slim, Blackout, y Lil Fly) [1995]
-Lil Slim - Robbery's My Specialty, Pt. 1 [1995]
-Mayz Road Kartel - Self-Titled [1995]
-Snubnoze - Pimp 4 Ever [1995]
-Guice - Ashes Off My Blunt [1996]
-Scanman - Solo Tape [1995]
-Lil E - Playa 4 Life [1996]
-Guice - Ashes Off My Blunt, II [1996]
-Wizzord - Solo Tape [1996]
-Lil G.A.I.N. - Big Time Playaz (con K.B.N. Click, Lil Slim, y II Black) [1996]
-Playa Posse - Bigga And Betta Thangs [1996]
-Terror - It's Whateva (con Playa Posse y Gangsta Blac) [1996]
-Mongotti - Underground Tape [Hate Me] (con Doc Holiday, Zed, y Playa Posse) [1997]
-Lil Slim - Robbery's My Speciality (relanzamiento) [2008]

Álbumes como productor:
-Tommy Wright III - On The Run (únicamente en la canción "Psycho Soundz") [1996]
-Playa Fly - Fly Sh_t [1996]
-Snubnoze - Off Safety [1997]
-Playa Fly - Movin' On [1998]
-Gangsta Blac - I Am Da Gangsta [1998]
-Playa Fly - Da Game Owe Me [1999]
-Gangsta Blac - 74 Minutes Of Bump [1999]
-Crooksters - Crooks N Our Own Way [1999]
-Grenade Posse - Makin' Plenty Power Moves [2000]
-Terror - T.E.R.R.O.R [2001]
-Kingpin Skinny Pimp - Da Product (únicamente en la canción "Murder") [2001]
-Gangsta Blac - Down South Flava [2001]
-Snubnoze - Digital Gravel [2003]
-Terror - Still Whateva [2006]
-Crunk N Buck - Undiscovered [2007]
-Terror - Still Whateva Mixtape Volume 2: Tha Wake Up [2008]